# Tsuga diversifolia
Tsuga diversifolia là một loài thực vật hạt trần trong họ Thông. Loài này được (Maxim.) Mast. miêu tả khoa học đầu tiên năm 1881.